# Spinagrotis
Spinagrotis là một chi bướm đêm thuộc họ Noctuidae.